# Petasosella
Petasosella är ett släkte av mossdjur. Petasosella ingår i familjen Otionellidae.
Kladogram enligt Catalogue of Life:
| Petasosella | \| \| Petasosella moderna \| \| \| \| \| \| Petasosella parkeri \| \| \| \| |
|             | \| \| Petasosella moderna \| \| \| \| \| \| Petasosella parkeri \| \| \| \| |
|             | Helixotionella                                                              |
|             |                                                                             |
|             | Otionellina                                                                 |
|             |                                                                             |
|             | Petasosella moderna                                                         |
|             |                                                                             |
|             | Petasosella parkeri                                                         |
|             |                                                                             |

|  | Petasosella moderna |
|  |                     |
|  | Petasosella parkeri |
|  |                     |